# Antoni Rovira i Virgili
Antoni Rovira i Virgili (pronuncia catalana: [ənˈtɔni ruˈβiɾəj βiɾˈʒili]; Tarragona, 26 novembre 1882 – Perpignano, 5 dicembre 1949) è stato un giornalista e politico spagnolo catalano, presidente del Parlamento catalano in esilio, dopo la fine della Guerra civile spagnola, dal 1940 al 1949.
Gli è stata intitolata l'Università Rovira i Virgili a Tarragona, con campus anche a Reus, Vila-seca, Tortosa e El Vendrell.

## Biografia
Mostrò sempre grande interesse per la lingua catalana, come dimostra una delle sue affermazioni ben note:
A causa di questo avido interesse per la sua lingua madre, Rovira i Virgili fu affascinato dal grande linguista catalano Pompeu Fabra e pubblicò numerosi articoli su di lui e le sue opere. Rovira i Virgili era affascinato dalla presenza di Fabra e spesso faceva riferimento ai suoi occhi scintillanti.
Dal punto di vista linguistico, Rovira i Virgili adottò incondizionatamente e seguì le nuove proposte ortografiche e grammaticali di Pompeu Fabra per la lingua catalana in un momento in cui queste proposte non avevano ancora ricevuto supporto istituzionale. Rovira i Virgili non fu l'unico seguace delle proposte di Fabra a farlo, ma essendo un giornalista di fama, la sua aderenza agli insegnamenti di Fabra costituì un esempio notevole e rappresentativo di un fenomeno crescente durante l'ultimo decennio del XX secolo. L'incondizionata adesione diretta, immediata e completa di alcuni intellettuali e scrittori dell'epoca alle teorie che Fabra sosteneva, stabilì il percorso per l'ammodernamento della lingua catalana e il suo crescente riconoscimento.
Antoni Rovira i Virgili incontrò Pompeu Fabra, per la prima volta, intorno al 1911, quando scriveva per il quotidiano El Poble Català. Già allora era un grande sostenitore della tesi del linguista, ma Fabra non era ancora diventato il referente indiscutibile della codificazione del catalano contemporaneo.
A quel tempo si credeva che detta codificazione formale della lingua sarebbe stata un obiettivo facilmente raggiungibile a causa della recente creazione, nel 1907, dell'Institut d'Estudis Catalans. Vi era, tuttavia, una certa tensione tra le diverse opinioni di esperti su in cosa sarebbe dovuto consistere la codificazione e su chi avrebbe dovuto esercitare la sua leadership.

## Libri tradotti in lingua inglese
Nel 2012, l'editore "Publicacions URV" (Università Rovira i Virgili di Tarragona), pubblicò la traduzione completa in lingua inglese delle sue opere "In Defense of Democracy"